# کورومونکادو
کورومونکادو (به لاتین: Kurumankadu) یک منطقهٔ مسکونی در سری‌لانکا است که در ناحیه واوونیا واقع شده‌است. کورومونکادو ۲٬۰۰۰ نفر جمعیت دارد.